# كاتدرائية ميلاد المسيح
كاتدرائية ميلاد المسيح هي كاتدرائية قبطية بالعاصمة الإدارية الجديدة بمصر. افتتحت الكاتدرائية في السادس من يناير 2019 خلال الاحتفال بعيد الميلاد وخلال زيارة الرئيس المصري عبد الفتاح السيسي والبابا تواضروس الثاني. تعد هذه الكاتدرائية الأكبر حجما وسعة بمنطقة الشرق الأوسط عند اكتمالها، حيث تقع على مساحة 63 الف مترا مربعا ولها سعة لأكثر من 8 الاف شخصا.